# Micereces de Tera
Micereces de Tera é um município da Espanha na província de Zamora, comunidade autónoma de Castela e Leão, de área 34 km² com população de 573 habitantes (2007) e densidade populacional de 17,51 hab/km².

## Demografia
| Variação demográfica do município entre 1991 e 2004 | Variação demográfica do município entre 1991 e 2004 | Variação demográfica do município entre 1991 e 2004 | Variação demográfica do município entre 1991 e 2004 |
| --------------------------------------------------- | --------------------------------------------------- | --------------------------------------------------- | --------------------------------------------------- |
| 1991                                                | 1996                                                | 2001                                                | 2004                                                |
| 671                                                 | 680                                                 | 637                                                 | 595                                                 |